# Sinbad and the Throne of the Falcon
Sinbad and the Throne of the Falcon è un videogioco di genere misto pubblicato nel 1987 per Amiga e successivamente per Apple IIGS, Atari ST, Commodore 64 e MS-DOS dalla Cinemaware; in Europa venne pubblicato dalla Mirrorsoft. Ha per protagonista Sindbad il marinaio ed è ambientato in un mondo fantastico mediorientale.
L'originale Amiga venne sviluppato quasi interamente da Bill Williams.

## Trama
Il califfo di Damaron è stato trasformato in falco da un ignoto maleficio. La figlia, principessa Sylphani, convoca in suo aiuto Sinbad, abile avventuriero e amico d'infanzia. Sinbad accetta l'incarico di trovare il modo di spezzare l'incantesimo prima che sia troppo tardi e il califfo rimanga falco per sempre. Nel frattempo il Principe Nero, un figlio reietto del califfo, sta approfittando della situazione per tentare di prendere il potere con la forza. Sinbad inizia l'arduo compito di viaggiare con la propria nave Sabaralus in cerca di una cura per il maleficio, e al contempo proteggere Sylphani e comandare le armate del califfo per difendere la capitale dalle truppe del Principe Nero.
Sinbad potrà interagire con diversi personaggi: la principessa Sylphani; il principe Harun, un altro figlio fedele del califfo; Libitina, maga seduttrice ed ex moglie del califfo; la vecchia zingara Iris; lo sciamano, situato in luogo ignoto, unico che conosce il modo di rompere il maleficio; il genio della lampada che, se trovato, potrà aiutare in determinate circostanze. Alla fine si scoprirà che è stata Libitina a tramare contro il califfo e lo sciamano lo farà tornare umano, grazie al potere di tre gemme che Sinbad sottrarrà dagli occhi di tre idoli leggendari.

## Modalità di gioco
Sinbad può viaggiare per terra o per mare tra diverse località visualizzabili su una mappa di un arcipelago. Per andare in mare è necessaria la propria nave, che va ripresa nel porto dove è stata lasciata. Se vengono raggiunti, è possibile colloquiare tramite testo con alcuni personaggi, utilizzando frasi in inglese a scelta multipla, per ottenere informazioni e altro.
Come in altri giochi della Cinemaware, si devono affrontare diversi tipi di minigiochi d'azione. Possono verificarsi quando si raggiunge un determinato obiettivo, oppure come eventi casuali durante i viaggi. I giochi d'azione sono i seguenti:
- Pteranoxos: un mostruoso volatile, spia del Principe Nero, dev'essere abbattuto a colpi di balestra, con visuale in prima persona fissa.
- Naufragi: si pilota la nave cercando di evitare gli scogli e recuperare dei naufraghi   caduti in acqua, che in tal caso si aggiungono all'equipaggio di Sinbad. Su Amiga la visuale è 3D in prima persona, mentre nelle altre versioni la nave è vista in terza persona da lontano.
- Ciclopi: si deve uccidere a colpi di fionda un ciclope, che a sua volta lancia delle rocce, con visuale in prima persona fissa dentro una caverna.
- Duelli con sciabola: un picchiaduro uno contro uno bidimensionale, contro nemici umani, belve feroci o creature mitiche. Spesso è possibile ritirarsi prima dell'eventuale uccisione di Sinbad, ma non contro alcuni avversari principali[2]. I duelli su Amiga hanno personaggi molto grandi, mentre nelle altre versioni sono mostrati da lontano, tranne il Commodore 64 dove il duello è visto in prima persona fissa.
- Terremoti: Sinbad deve risalire dal fondo di un crepaccio, saltando su piattaforme ed evitando rocce cadenti.
- Statue: da un idolo con gli occhi lampeggianti bisogna estrarre la pietra preziosa quando l'occhio è del colore giusto. Se si sbaglia l'idolo si anima e lo si deve affrontare in duello.
- (assente su Amiga) in occasione dei viaggi via terra può essere necessario evitare un attacco di ragni velenosi e uccelli: Sinbad attraversa un percorso rettilineo, saltando o abbassandosi per schivare i pericoli.

Una componente strategica è data dalla difesa della capitale dall'esercito del Principe Nero. Quando si accede a questa funzione appare una mappa a caselle esagonali (quadrate su Commodore 64) della zona vicino a Damaron, con le unità militari del califfo e dell'usurpatore. È un semplice wargame dove si assegnano solo direzioni di movimento alle proprie unità. Oltre a difendere la casella della capitale è importante controllare alcuni centri di approvvigionamento, che possono rinforzare le unità danneggiate di entrambi gli schieramenti. La battaglia è sempre in corso e le unità eseguono gli ordini col passare del tempo, cioè mentre Sinbad viaggia.
Altra componente strategica (assente su Commodore 64) è la gestione dell'equipaggio della nave; a ogni sbarco si può scegliere quanti dei propri uomini portare con Sinbad o lasciare a guardia della nave, bilanciando la difesa dell'uno e dell'altra. Altri si possono inviare a cercare di reclutare nuovo equipaggio.
Normalmente si ha una sola vita, e oltre ai numerosi modi per perdere subito la partita fallendo nei sottogiochi, c'è anche un tempo massimo per completare l'avventura, visualizzabile tramite una clessidra.

## Versioni
La versione originale Amiga è piuttosto differente dalle successive, che invece sono generalmente simili tra loro. L'aspetto grafico delle conversioni è stato completamente ridisegnato e ci sono differenze anche nei dettagli del funzionamento. Alcune sequenze, come già accennato nella descrizione, hanno meccaniche un po' diverse o possono non essere presenti in tutte le versioni.
Tutte le cinque versioni storiche sono state distribuite ufficialmente dalla Cinemaware come freeware su Internet molti anni dopo. Le versioni Amiga e PC emulate sono incluse nella raccolta commerciale per Windows Cinemaware Anthology: 1986-1991 del 2014.
Nel 2018 è stata realizzata una conversione amatoriale per Amiga fedele alle versioni per altre piattaforme, tramite ingegneria inversa dal gioco per Atari ST.

## Accoglienza
Sinbad and the Throne of the Falcon ricevette molte buone recensioni sulla stampa di settore, sebbene altre siano più attorno alla sufficienza. Alcune riviste lo preferirono, per la sua maggiore varietà, anche a Defender of the Crown, primo successo della Cinemaware e allora molto noto.
Ci furono perplessità sulla grafica della versione Amiga, poco realistica, e del tutto diversa dalle versioni successive.
Si segnalava inoltre che in versione Atari ST, sul modello base dotato di 512 kB di RAM, erano richiesti troppo frequenti caricamenti e cambi tra i tre dischetti, tanto da danneggiare l'esperienza di gioco rispetto ai modelli con 1 MB di RAM.